# Krvavý příliv
Krvavý příliv (v anglickém originále Crimson Tide) je americký akční film z roku 1995. Režisérem filmu je Tony Scott. Hlavní role ve filmu ztvárnili Denzel Washington, Gene Hackman, George Dzundza, Viggo Mortensen a James Gandolfini.

## Ocenění
Film byl nominován na tři Oscary, a to v kategoriích nejlepší zvuk, střih a zvukové efekty.

## Obsazení
| Denzel Washington | Ron Hunter       |
| Gene Hackman      | Frank Ramsey     |
| George Dzundza    | šéf              |
| Viggo Mortensen   | Peter Ince       |
| James Gandolfini  | Bobby Dougherty  |
| Matt Craven       | Roy Zimmer       |
| Rocky Carroll     | Darik Westergard |
| Danny Nucci       | Danny Rivetti    |
| Steve Zahn        | William Barnes   |
| Ryan Phillippe    | Grattam          |
| Jason Robards     | Anderson         |